# Oscar Camenzind
Oscar Camenzind (født 12. september 1971 i Schwyz) er en tidligere landevejscykelrytter fra Schweiz. Han blev verdensmester i landevejscykling i 1998 og han vandt også løb som Lombardiet Rundt (1998), Tour de Suisse (2000) og Liège-Bastogne-Liège (2001). Han stoppede sin karriere i 2004, efter at have aflagt en positiv dopingprøve i august samme år.

## Hold
- Ceramica Panaria-Vinavil (1996)
- Mapei (1997-1998)
- Lampre-Daikin (1999-2001)
- Phonak (2002-2004)